# 貴志駅
貴志駅（きしえき）は、和歌山県紀の川市貴志川町神戸（こうど）にある、和歌山電鐵貴志川線の駅。同線の終点である。駅番号は14。
当駅の売店の飼い猫「たま」が同社より正式に駅長に任命されたことで話題を呼んだ。

## 歴史
- 1933年（昭和8年）8月18日：伊太祁曽駅（現・伊太祈曽駅） - 当駅間の延伸に際し、和歌山鉄道の駅として、那賀郡貴志川町神戸にて貴志駅が開業。
- 1957年（昭和32年）11月1日：和歌山電気軌道が和歌山鉄道を吸収合併し、同社の駅となる。
- 1961年（昭和36年）11月1日：南海電気鉄道が和歌山電気軌道を吸収合併し、同社の駅となる。
- 2006年（平成18年）4月1日：南海電気鉄道が貴志川線を和歌山電鐵に事業譲渡し同社の駅となる。同時に無人駅化。出札窓口は閉鎖され、待合室に設置されていた自動券売機も撤去された。
- 2007年（平成19年）1月5日：駅の売店「小山商店」の飼い猫「たま」が駅長に就任[2]。同居する「ちび」・「ミーコ」も助役に就任。
- 2008年（平成20年）
  - 1月5日：客招きの功績により、たまが「貴志駅駅長たま」から課長職の「貴志駅スーパー駅長たま」へ昇格[3]。
  - 月日未確認：たま駅長が、県より「和歌山県勲功爵（）」の称号を受ける[4][5]。
  - 4月20日：出札窓口跡を改装し、たま用駅長室を設置。
- 2010年（平成22年）
  - 2月：初代駅舎を解体。
  - 2月下旬：2代目駅舎の建設着工[6]。
  - 8月4日：2代目駅舎「たまミュージアム貴志駅 駅舎」が竣工、使用開始。
- 2012年（平成24年）1月5日：三毛猫の「ニタマ」が駅長代理に就任[3]。
- 2014年（平成26年）1月5日：貴志駅スーパー駅長たまが、貴志川線14駅の総駅長職「ウルトラ駅長」に昇格[3]。
- 2015年（平成27年）
  - 6月22日：貴志川線ウルトラ駅長たまが心不全により16歳で死ぬ[4]。
  - 6月28日：「名誉永久駅長」となった[4]たまの葬儀を、神葬祭および和歌山電鐵社葬として駅構内にて執り行う。
  - 8月11日：伊太祈曽駅スーパー駅長ニタマが貴志駅駅長に就任し[3]、「たま2世」を襲名[3][7][8]。
- 2018年（平成30年）1月5日：貴志駅駅長たま2世（ニタマ）が部長職にあたる「マネージャー駅長」に就任[3]。三毛猫の「よんたま」が伊太祈曽駅長に就任し[3]、水曜・木曜限定で貴志駅駅長代行にも就任[3][9]。
- 2021年（令和3年）8月21日：たま2世（ニタマ）が、県より「和歌山県勲功爵（）」の称号を受ける[5]。

## 駅構造
貴志川線の終着駅。単式ホーム1面1線と1線の保線用留置線を持つ地上駅である。線路は駅を過ぎても続いており、踏切を越えた先に2両分の引上線がある（保線用留置線も同じ位置まで伸びている。下の「改修後のホーム」画像参照）。夜間滞泊設定駅である。無人駅であるので、当駅に到着後は車内で精算する。一方、当駅では整理券は発行しないため、乗車の際は全てのドアを利用できる。なお、平日朝・夕や行楽期には和歌山電鐵の職員が出張し駅で改札することもある。
駅舎は長らく開業以来の瓦葺木造平屋建駅舎であったが、老朽化したため、2010年（平成22年）に建て替えられた。2代目駅舎は観光拠点としてふさわしいよう、「エコでネコロジー」をテーマに、猫の顔をモチーフとしたデザインで、2270系「いちご電車・おもちゃ電車・たま電車」のリニューアルデザインを手がけた水戸岡鋭治とそのデザイン事務所が担当した。建設設計と施工は南海電気鉄道グループの南海辰村建設が担当。和歌山県産の木材を多く用いた木造平屋建の建物に檜皮葺屋根を載せている。新駅舎には「たまミュージアム貴志駅 駅舎」という名称が付けられた。
駅舎内は、正面より見て左側にたま駅長グッズやお土産品などを扱う「たま商店」とたま駅長の「駅長室」が、右手側には地元特産の果物のジュースやジェラートを販売する「たまカフェ」（毎月第3水曜日休業）が設けられている。右手側外には別棟で男女別および車椅子対応のトイレ、およびホームへの車椅子用のスロープが設置されている。
ホームには「いちご神社」・「おもちゃ神社」・「ねこ神社」という3つの祠が2015年に建立されており、いちご神社は電車と果物を始めとする農作物を、おもちゃ神社は電車と玩具や遊具を、ねこ神社は電車と猫や動物全般を祀っている。ねこ神社は、たま駅長の死に伴い、2015年（平成27年）8月10日、神葬祭を経てその御霊を「たま大明神」として迎え祀ったうえで「たま神社」へと社名を改めた。

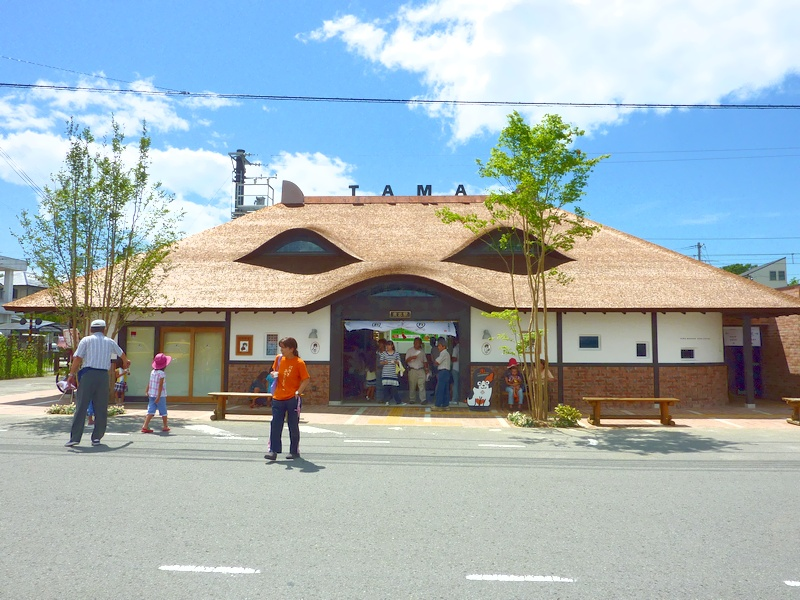
竣工直後の現駅舎 （2010年8月）
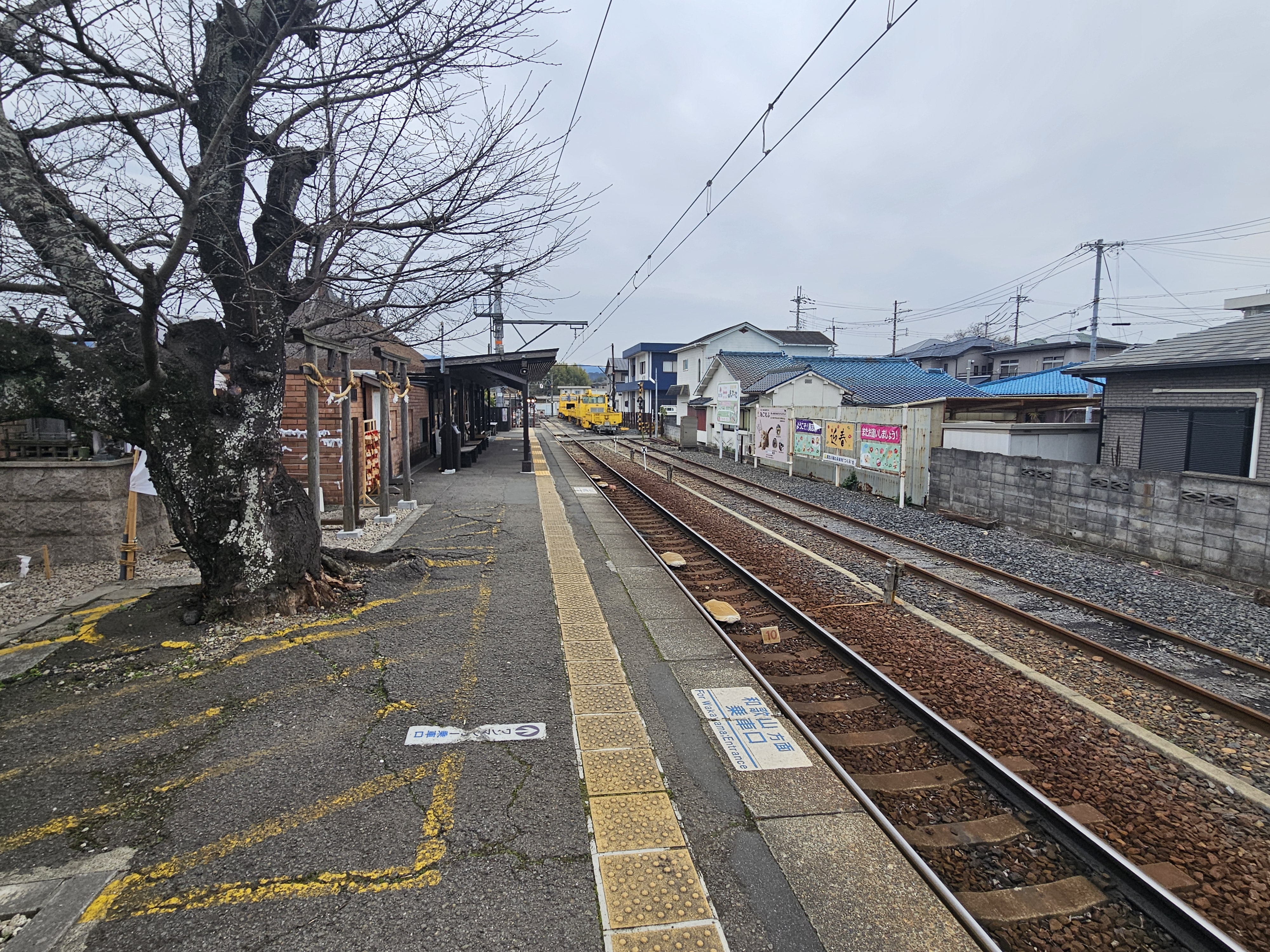
改修後のホーム。祠が建てられている （2025年3月）
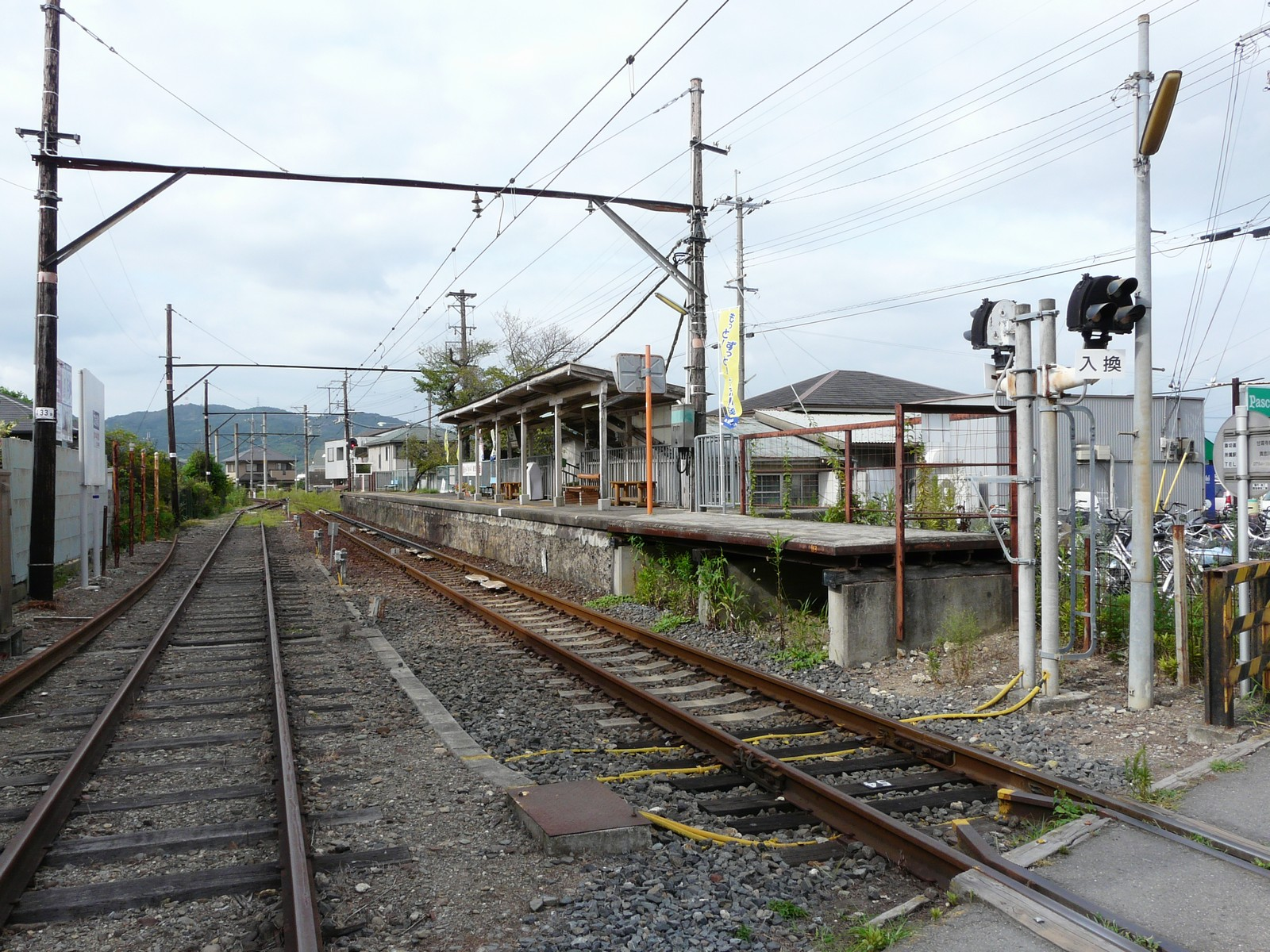
改修前のホーム （2008年7月）
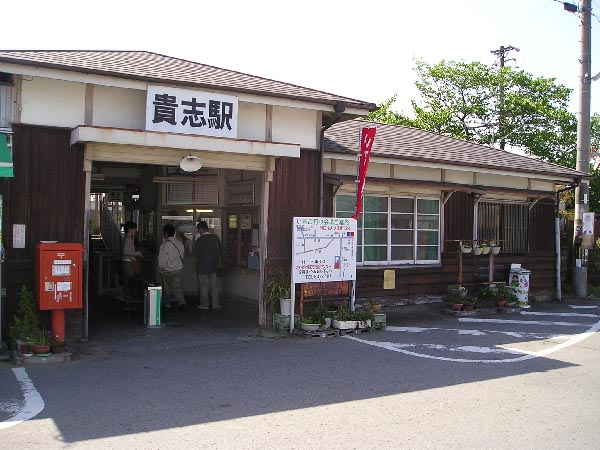
旧駅舎（初代駅舎） （2005年5月）
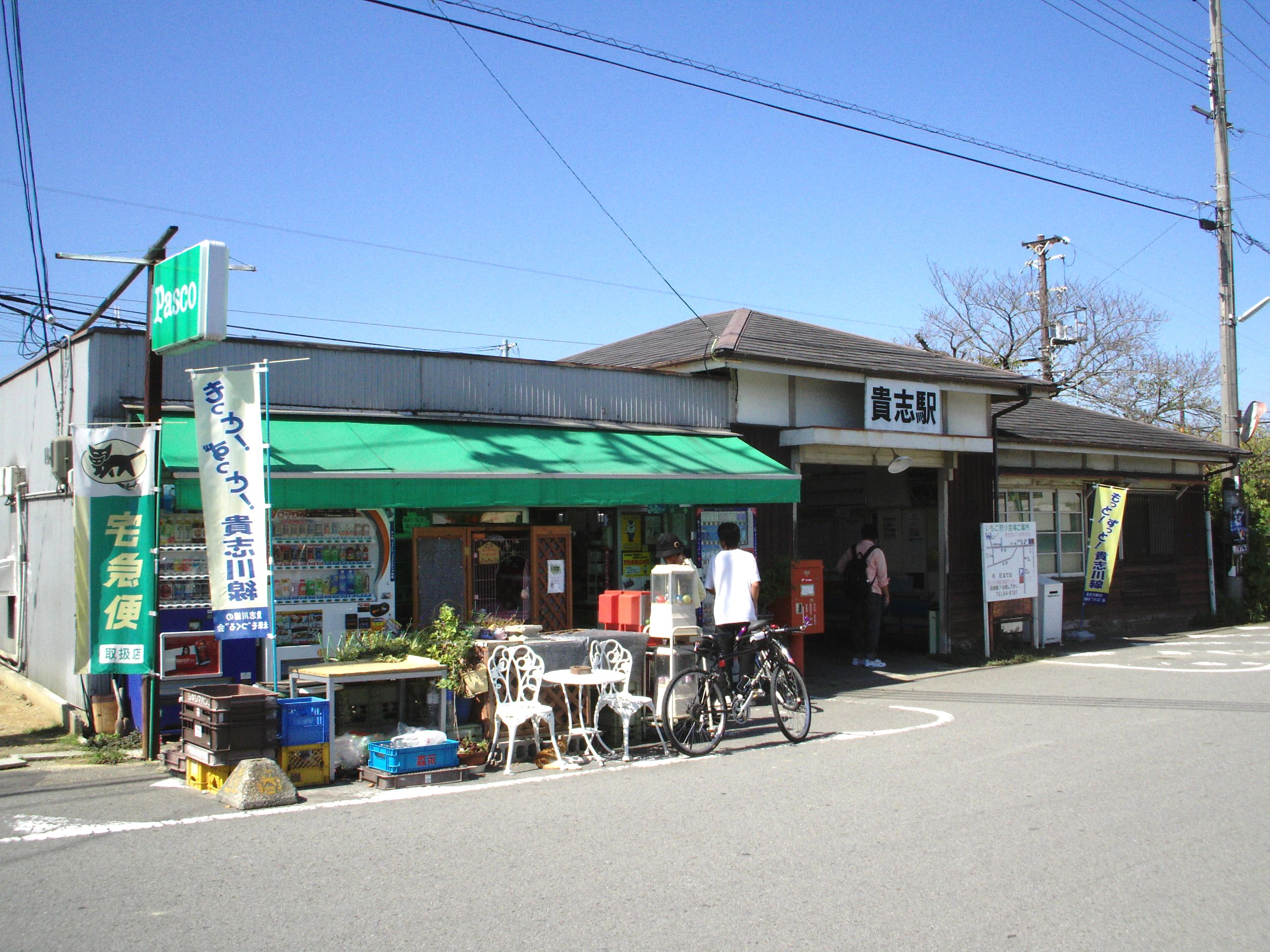
旧駅舎（初代駅舎） （2007年10月、左は小山商店）
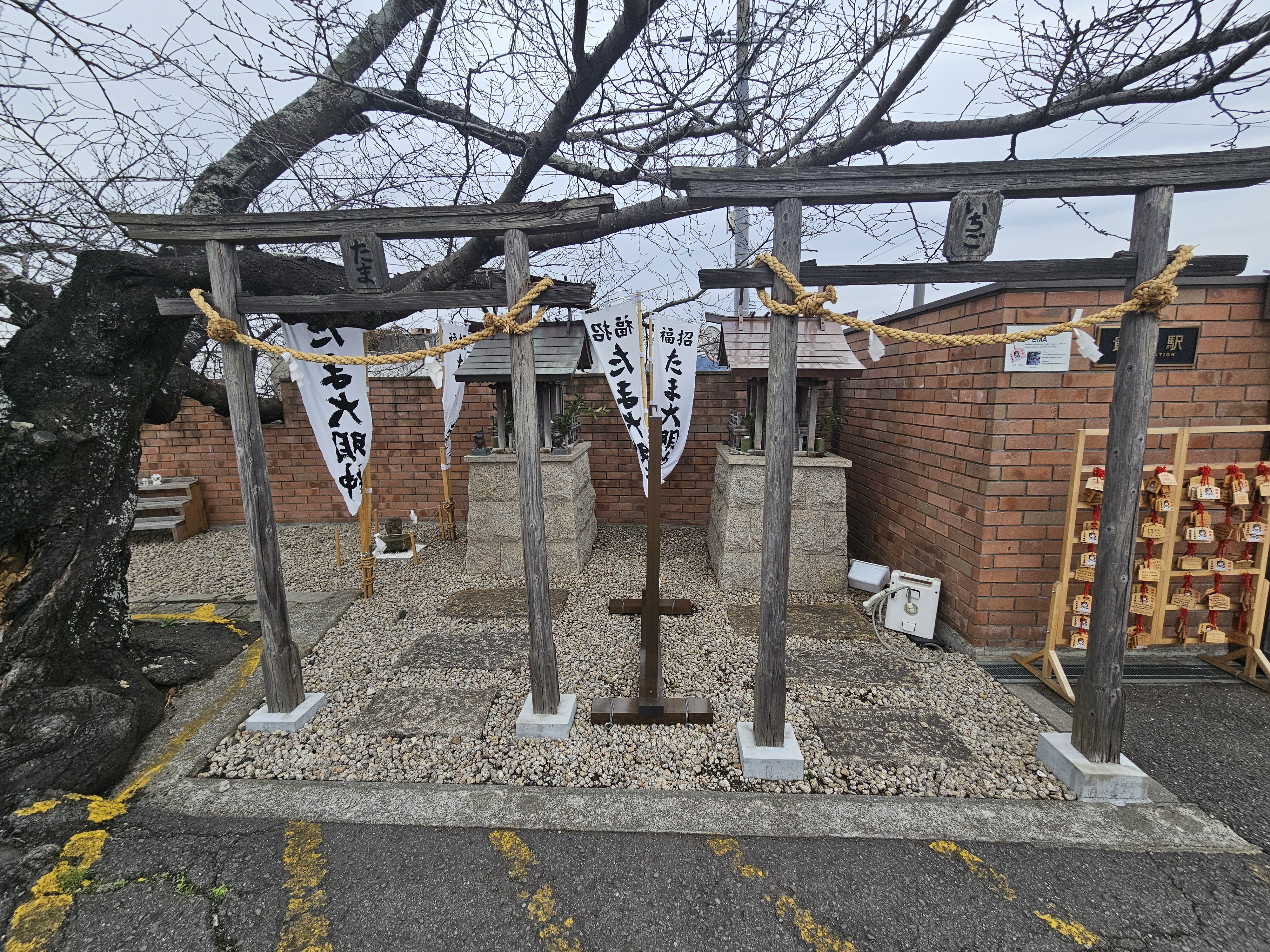
プラットホーム上にあるたま神社といちご神社 （2025年3月）

## 利用状況
2020年（令和2年）度の1日平均乗降人員は685人である。和歌山電鐵の駅では利用者が和歌山駅に次いで2番目に多い。
| 年度               | 1日平均 乗降人員 |
| ------------------ | ---------------- |
| 2000年（平成12年） | 1,744            |
| 2001年（平成13年） | 1,704            |
| 2002年（平成14年） | 1,483            |
| 2003年（平成15年） | 1,480            |
| 2004年（平成16年） | 1,397            |
| 2005年（平成17年） | 1,358            |
| 2006年（平成18年） | 1,008            |
| 2007年（平成19年） | 1,011            |
| 2008年（平成20年） | 1,349            |
| 2009年（平成21年） | 1,341            |
| 2010年（平成22年） | 1,342            |
| 2011年（平成23年） | 1,345            |
| 2012年（平成24年） | 1,340            |
| 2013年（平成25年） | 1,427            |
| 2014年（平成26年） | 1,415            |
| 2015年（平成27年） | 1,507            |
| 2016年（平成28年） | 1,425            |
| 2017年（平成29年） | 1,397            |
| 2018年（平成30年） | 1,342            |
| 2019年（令和元年） | 1,276            |
| 2020年（令和02年） | 653              |
| 2021年（令和03年） | 668              |
| 2022年（令和04年） | 685              |

## 駅周辺
駅前にはタクシー乗り場・バス停（路線バスの項参照）がある。駐車場はないのに加えて貴志川線の利用を促進させるため、和歌山電鐵では乗用車でたま駅長に会いに訪れる際には伊太祈曽駅または和歌山駅周辺の駐車場に停めて、貴志川線を利用して訪れるよう案内している。
旧貴志川町はイチゴの産地であり、和歌山電鐵のシンボル車両である2270系「いちご電車」はこれにちなんだものである。早春にはイチゴ狩りに訪れる観光客も多く、紀の川市貴志川庁舎（旧貴志川町役場）横の特売場ではイチゴも販売されている。なお、当駅到着前と当駅発車直後の車内放送ではイチゴにちなみビートルズの楽曲『ストロベリー・フィールズ・フォーエバー』をアレンジしたチャイムが流れる。
駅近くの店舗でレンタサイクル「いちご自転車」の貸し出しが行われている（要予約）。
当駅出入口から南へ100メートルほどの所に『工房レトロ貴志川ギャラリー』というオリジナルの猫グッズ・原画ショップがある。たま駅長や和歌山電鐵とは直接の関係はないが、店内は個性的な猫絵グッズであふれており、当駅周辺で猫グッズを取り扱っているのは小山商店以外ではこの店のみである。
駅から徒歩数分の場所には路線名の由来ともなった貴志川が流れている。そこに架かる諸井橋付近の国主峡一帯は大池貴志川県立自然公園にも指定されていて、休日にはバーベキューを楽しむ家族連れで一帯の公園が賑う。ここではホタルの養殖が行われており、夏季には屋形船も営業される。お盆には毎年花火大会が開催され、夏の風物詩となっている。
少し上流の海南市との市境にホタル養殖場があり、毎年6月上旬に公開され見学することができる。この期間限定で貴志川線の車両には地元の和歌山県立貴志川高等学校の生徒が制作したヘッドマークが先頭車の前面に装着される。
駅から北へ4キロメートルほど行くとJR西日本和歌山線の船戸駅に至る。
- 貴志川郵便局
- 紀の川市立中貴志小学校
- きしべの里
- 和歌山県道10号岩出野上線
- 和歌山県道13号和歌山橋本線

## バス路線
駅前に「貴志駅」・「貴志駅前」停留所があり、紀の川市地域巡回バスの路線が乗り入れる。なお、紀の川コミュニティバスの路線は駅付近を通る和歌山県道10号線沿いにある「貴志駅下」停留所を経由する。
紀の川市地域巡回バス（「貴志駅」停留所）
- 打田貴志川コース
- 細野貴志川コース

紀の川市地域巡回バス（「貴志駅前」停留所）
- 西貴志コース
- 東貴志丸栖コース

紀の川コミュニティバス（「貴志駅下」停留所）
- 東（右回り）コース
- 西（左回り）コース

※「紀の川市貴志川支所」を基点とする循環路線。船戸駅・岩出駅・打田駅西方面へ向かう。
かつては和歌山バスが当駅近くの「貴志駅筋」停留所から旧・野上町（現・紀美野町）の動木方面への路線を有していたが、1993年（平成5年）頃に廃止となった。

## 猫の駅長
南海電気鉄道時代の貴志駅は有人駅で、駅舎の隣には倉庫が建っていた。しかし、2006年（平成18年）4月1日、貴志川線の和歌山電鐵への移管に伴い、駅は無人化された。
無人化された当時、駅と倉庫の間には地域猫の「たま」達を住まわせる猫小屋が設けられていたのであるが、敷地が紀の川市の公有地に換わったこの機会を捉えて、市から撤去するよう求められた。これを受けて、たま達の“飼い主（地域猫の一応の管理者）”は「猫達を駅の中に住まわせてもらえないか」と和歌山電鐵の小嶋光信社長に願い出たところ、「たまを駅長に就任させる」というアイデアが社長の側から打ち出され、かくして、2007年（平成19年）1月5日、猫の駅長「たま」が誕生した。
たまは、貴志駅の駅長に就任してから、改札台の上に乗ることを好み、改札口を通過する乗降客を“出迎える”という状況が、平日の昼間には多く見られるようになった。
1周年記念日の2008年（平成20年）1月5日には、客招きの功績により、たまは「貴志駅駅長たま」から課長職の「貴志駅スーパー駅長たま」に昇格した。また、これを機に、同年4月20日には出札窓口の跡を利用して、水戸岡鋭治デザインの猫用「駅長室」が設置された。加えて同年に、たまは和歌山県より「和歌山県勲功爵（わかやまでナイト）」の称号を受けた。さらに2014年（平成26年）1月5日には、「スーパー駅長たま」は貴志川線14駅の総駅長職である「ウルトラ駅長」に昇格した。
駅の待合室の壁には、南海時代に走っていた南海1201形電車を地元の幼稚園児が描いた絵画や、地元の小学生が社会科見学として貴志駅や小山商店を訪れたことへの感謝文を各児童が貼ったものが飾られていた。

### ギャラリー

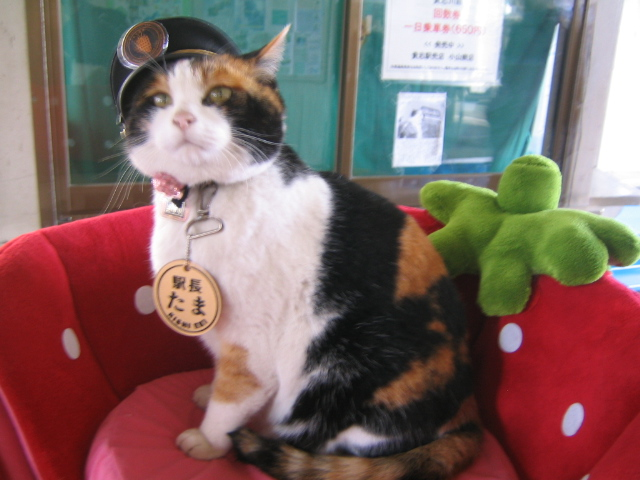
1
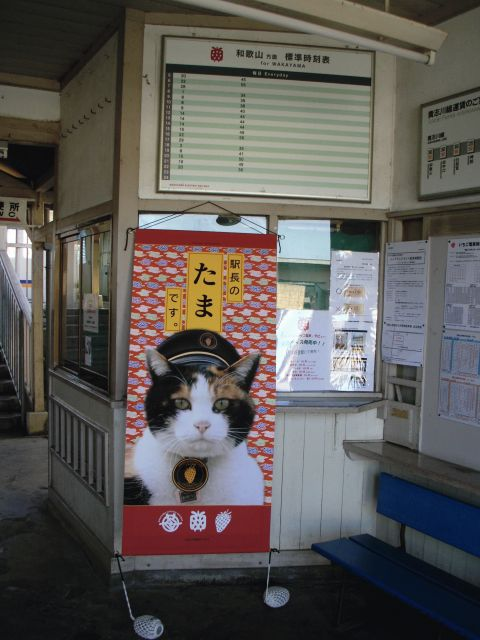
2
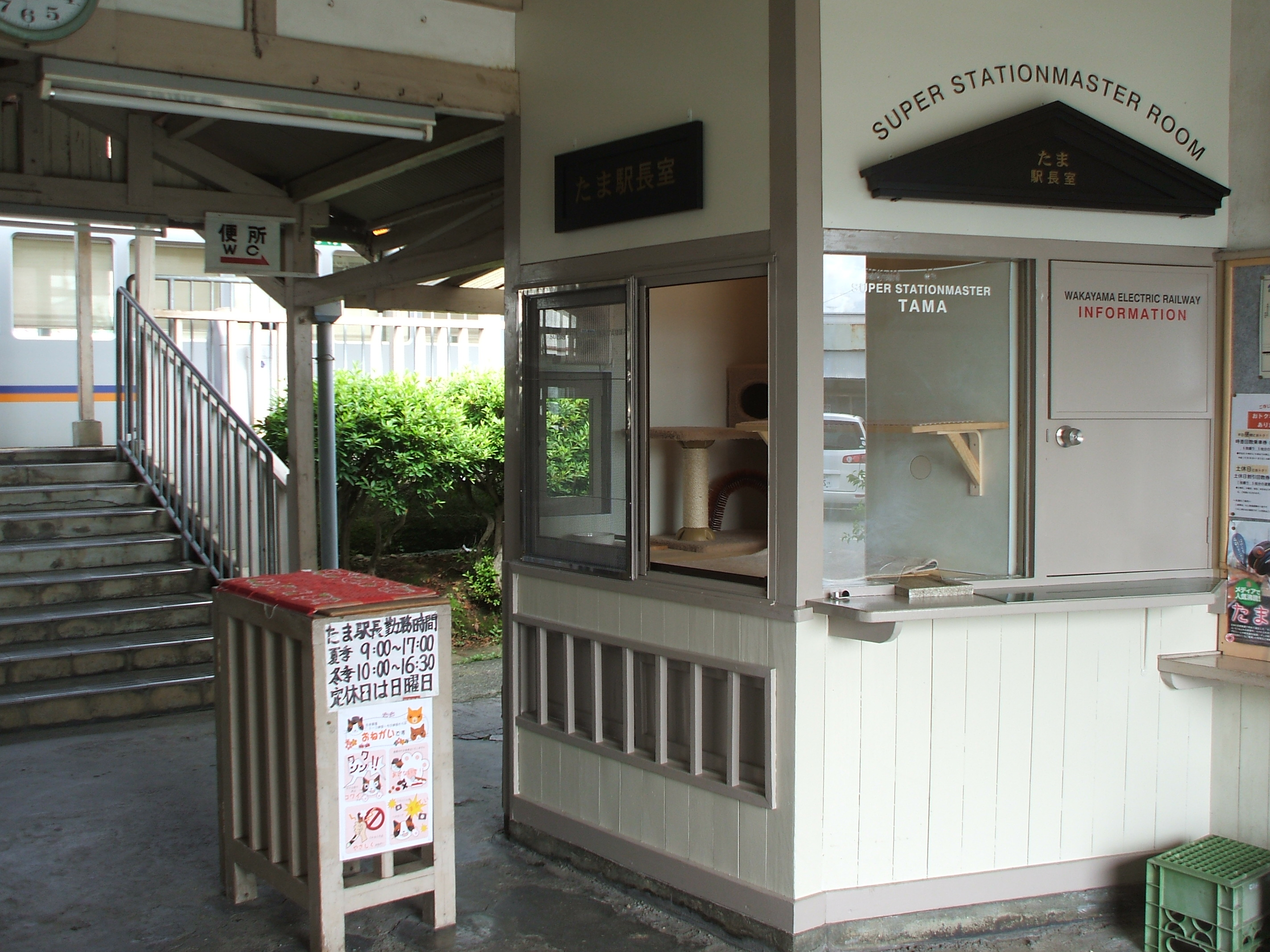
3
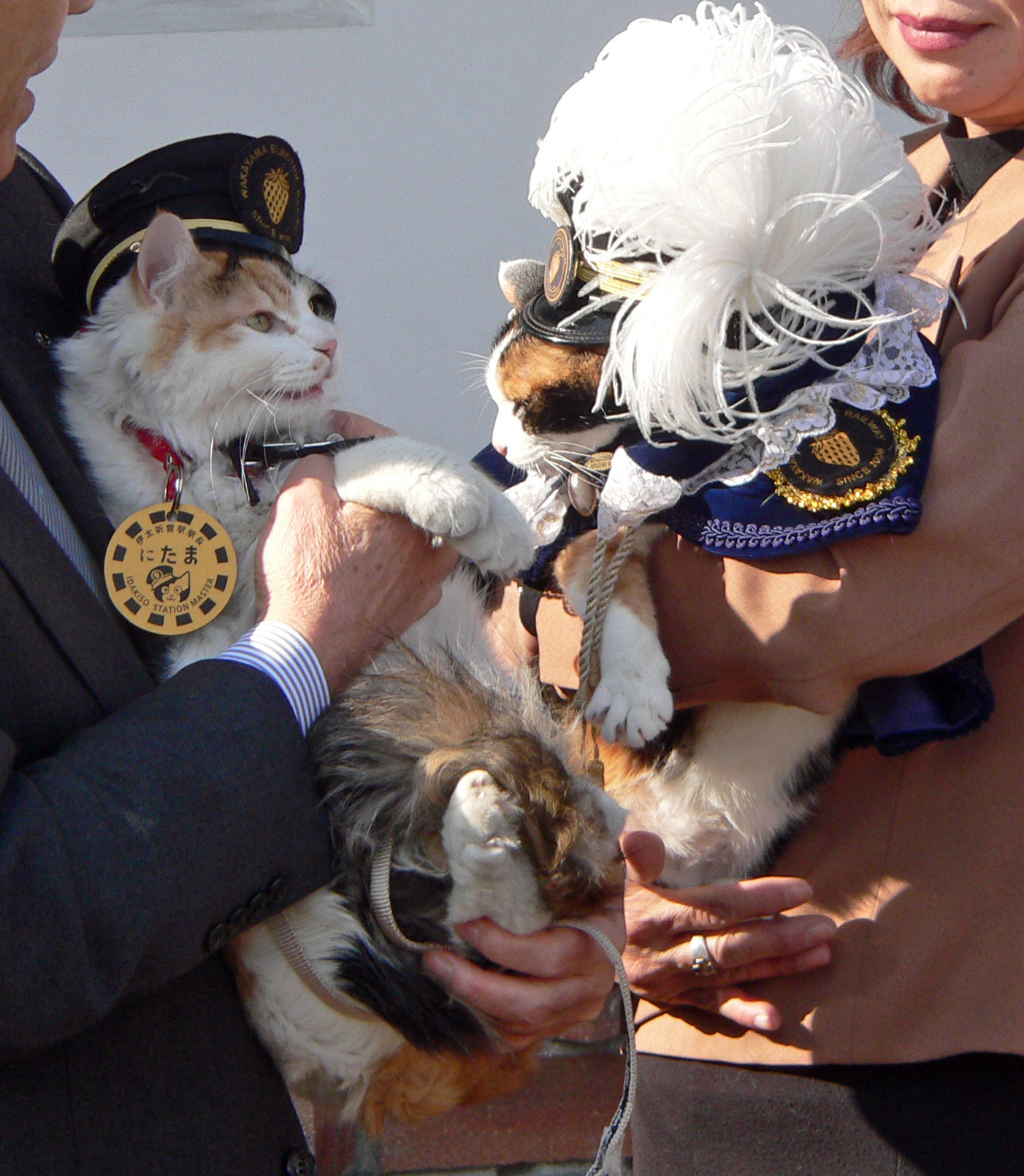
4

1. 先代たま駅長／初代駅舎の改札台の上で“客招き”の業務中。2007年（平成19年）2月12日撮影。
2. 初代駅舎の出札窓口／2007年3月1日撮影。約1年後にはここに猫用「駅長室」が設置される。
3. 初代駅舎の改札口（左側）と、2008年（平成20年）4月20日に設置された猫用「駅長室」（右側の建物）。
4. ニタマ駅長代理（左）と、たま駅長（右）／2012年（平成24年）1月5日撮影。役職は当時。ニタマは、たまが休みの日に「貴志駅長代理」を、それ以外は伊太祈曽駅長を務めた。

## 隣の駅
和歌山電鐵
■貴志川線
甘露寺前駅 (13) - 貴志駅 (14)
- （）内は駅番号を示す。